# Club Voleibol Torrelavega
Club Voleibol Torrelavega  - żeński klub piłki siatkowej z Hiszpanii. Swoją siedzibę ma w Torrelavega. Występuje w Superliga Femenina de Voleibol. Został założony w 1966.

## Osiągnięcia

### Rozgrywki krajowe
- Złoty medal Mistrzostw Hiszpanii: (1979)
- Srebrny medal Mistrzostw Hiszpanii: (1977, 1978, 1980)
- Brązowy medal Mistrzostw Hiszpanii: (1976)